# East Japan Railway Company
La East Japan Railway Company (東日本旅客鉄道株式会社, Higashi-Nihon Ryokaku Tetsudō Kabushiki-gaisha, TSE : 9020), ou plus simplement JR East (JR東日本, Jeiāru Higashi-Nihon) en anglais, est une société japonaise de transport ferroviaire assurant le service dans la moitié nord de l'île de Honshū.
Elle est l'une des huit compagnies du groupe JR. Avec 17 millions de passagers transportés par jour en moyenne, JR East est l'une des plus grandes sociétés de chemin de fer dans le monde.

## Histoire
La société JR East a été créée le 1er avril 1987 à la suite du démantèlement et de la privatisation partielle de la Japanese National Railways, et a été entièrement privatisée en 2002. JR East exploite des lignes ferroviaires dans la région de Tokyo, ses banlieues, la région de Tōhoku et ses abords, soit toute la moitié nord-est de l'île d'Honshū.
Comme la plupart des compagnies ferroviaires, l'entreprise possède également de nombreux centres commerciaux situés à proximité de ses gares. En 2018, JR East possède 162 centres commerciaux, contre 40 trente ans auparavant. Sur la dernière année fiscale, ces centres commerciaux ont généré un chiffre d'affaires de 1 113 milliards de yens (neuf milliards d'euros). Ainsi, les activités ferroviaires de la société ne représentent plus que 65 % de ses revenus.

## Filiales
- Higashi-Nihon Kiosk
- Japan Transport Engineering Company (J-TREC)
- JR Bus Kanto
- JR Bus Tohoku
- Nippon Restaurant Enterprise
- Tokyo Monorail (Monorail de Tokyo) (filiale à 70 %)

## Lignes
Les lignes ferroviaires de la JR East desservent les régions de Kantō et de Tōhoku principalement, ainsi qu'une partie de la région de Kōshinetsu avec les parties adjacentes des préfectures de Niigata, de Nagano, de Yamanashi et de Shizuoka.

### Shinkansen
JR East exploite tous les Shinkansen (lignes ferroviaires à grande vitesse) au nord de Tokyo.
- Ligne Shinkansen Akita (秋田新幹線) (Morioka - Akita)
- Ligne Shinkansen Hokuriku (北陸新幹線) (Takasaki - Jōetsumyōkō)
- Ligne Shinkansen Jōetsu (上越新幹線) (Ōmiya - Niigata)
- Ligne Shinkansen Tōhoku (東北新幹線) (Tokyo - Sendai - Shin-Aomori)
- Ligne Shinkansen Yamagata (山形新幹線) (Fukushima - Shinjō)

JR Central exploite la ligne Shinkansen Tōkaidō de Tokyo à Osaka bien que cette ligne fasse plusieurs arrêts dans la région de Tokyo.

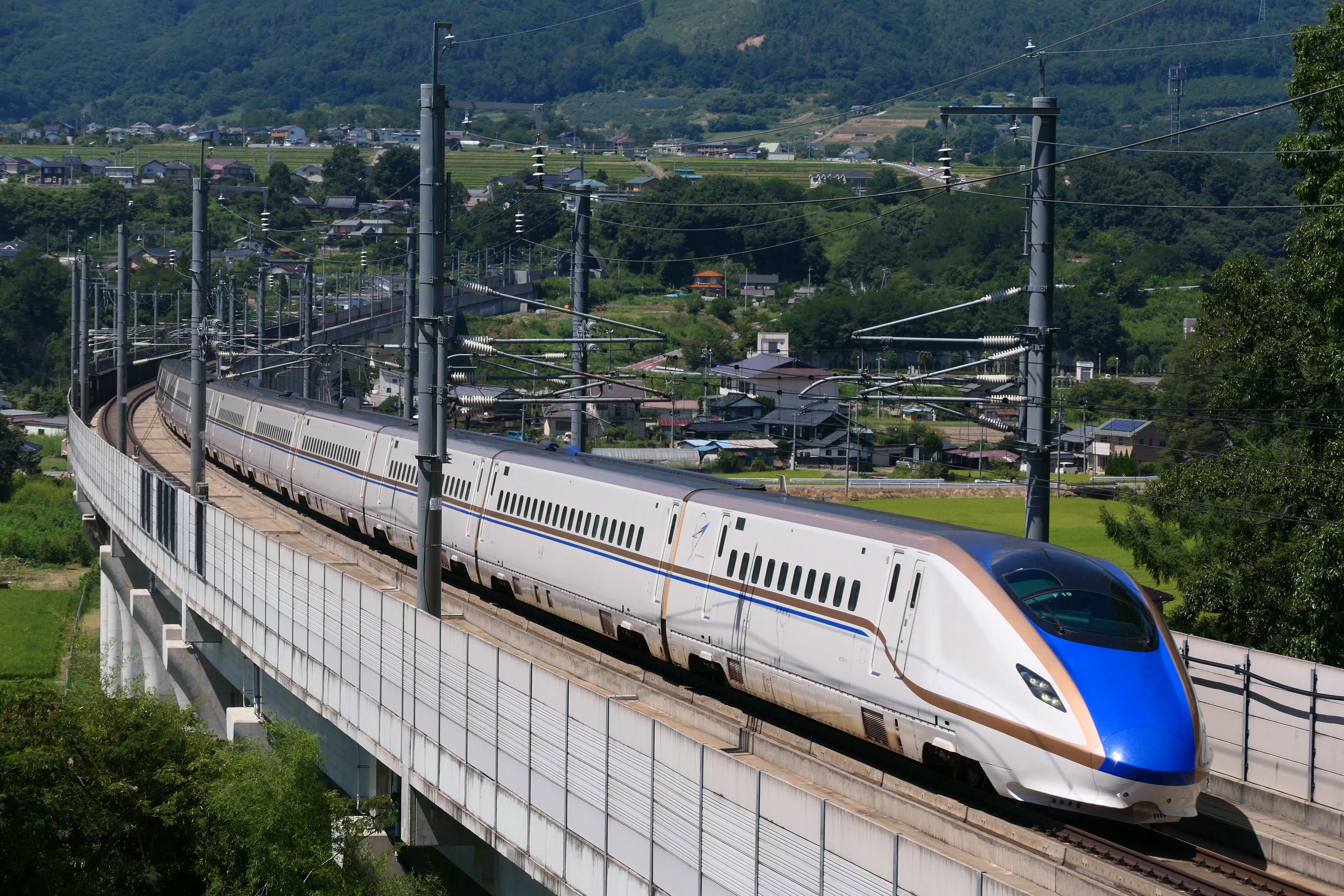
Shinkansen série E7.

### Tokyo et Kantō
Lignes :

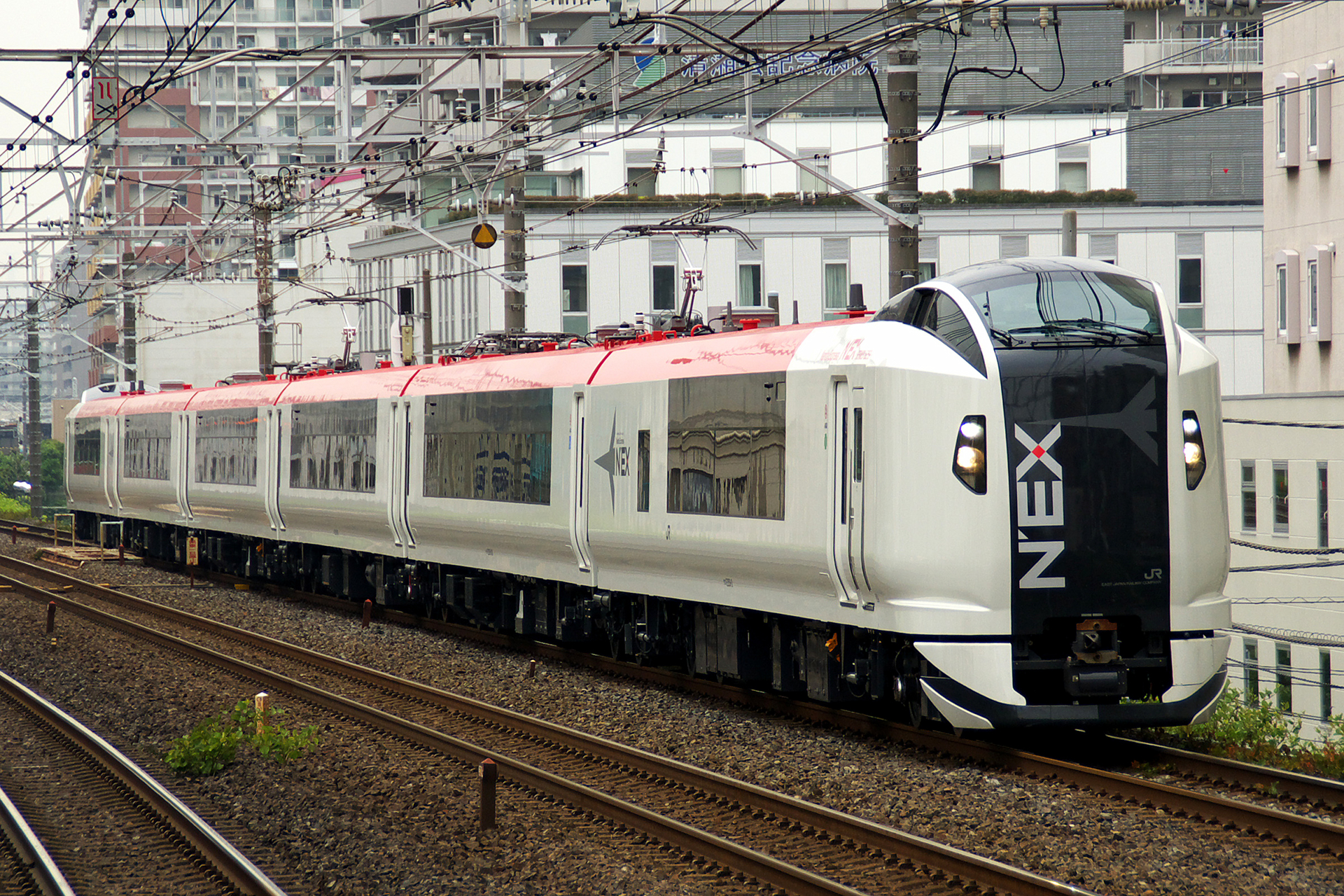
Narita Express (série E259).

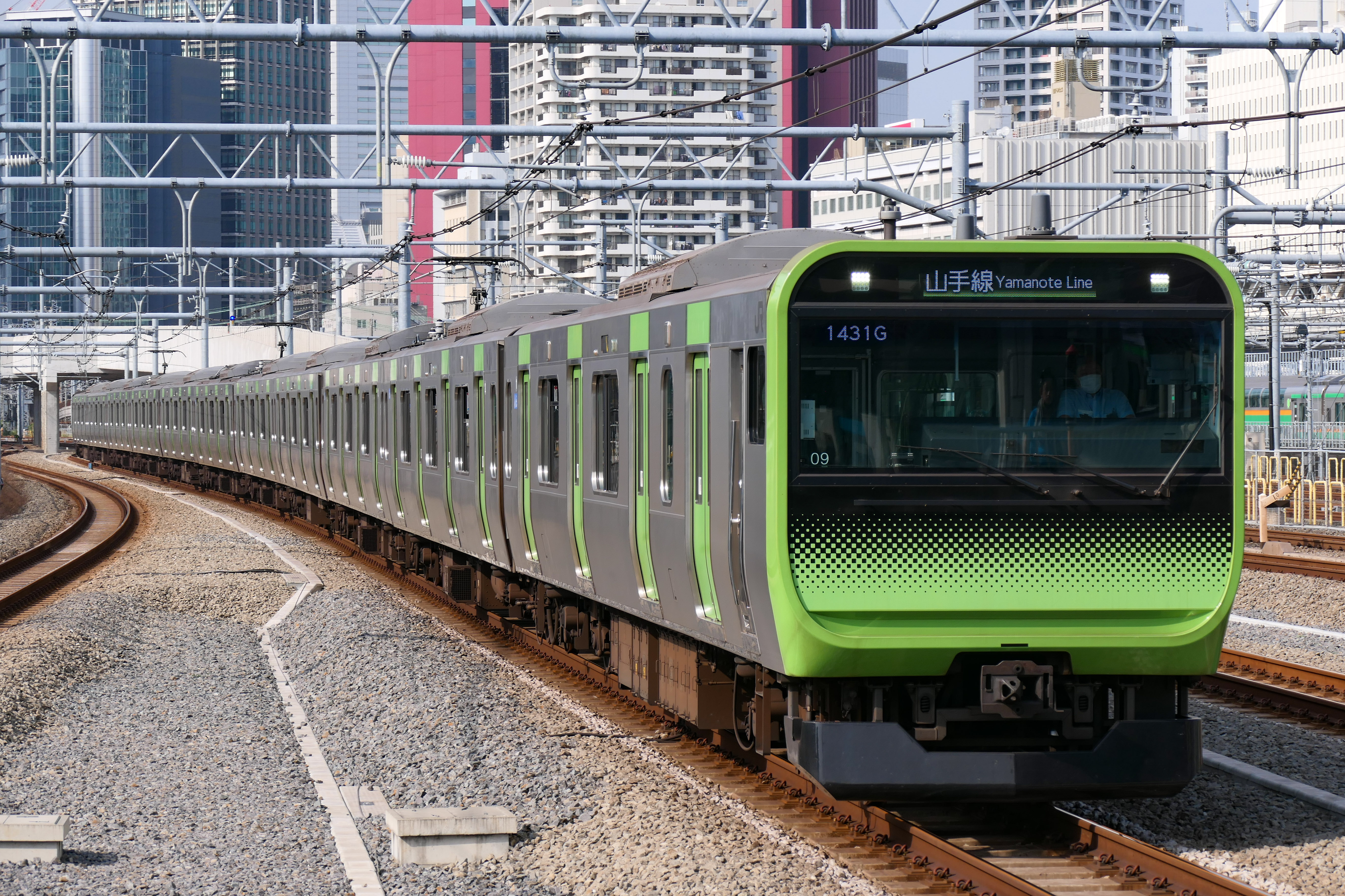
Ligne Yamanote (série E235).

- Ligne principale Chūō (中央本線) (Tokyo - Shiojiri)
- Ligne rapide Chūō (中央快速線) (Tokyo - Takao)
- Ligne Chūō-Sōbu (中央・総武緩行線) (Mitaka - Akihabara - Chiba)
- Ligne Hachikō (八高線) (Hachiōji - Takasaki)
- Ligne Itsukaichi (五日市線) (Haijima - Musashi-Itsukaichi)
- Ligne Itō (伊東線) (Atami - Itō)
- Ligne Jōban (常磐線) (Nippori - Iwanuma)
- Ligne Karasuyama (烏山線) (Hōshakuji - Karasuyama)
- Ligne Kashima (鹿島線) (Katori - Kashima Soccer Stadium)
- Ligne Kawagoe (川越線) (Ōmiya - Kawagoe - Komagawa)
- Ligne Keihin-Tōhoku (京浜東北線) (Ōmiya - Tokyo - Yokohama)
- Ligne Keiyō (京葉線) (Tokyo - Soga)
- Ligne Kururi (久留里線) (Kisarazu - Kazusa-Kameyama)
- Ligne Mito (水戸線) (Oyama - Tomobe)
- Ligne Musashino (武蔵野線) (Nishi-Funabashi - Fuchū-Hommachi) (boucle externe de Tokyo)
- Ligne Nambu (南武線) (Kawasaki - Tachikawa)
- Ligne Narita (成田線) (Sakura - Chōshi ; Abiko - Narita ; Narita - Aéroport de Narita)
- Ligne Negishi (根岸線) (Yokohama - Ōfuna)
- Ligne Nikkō (日光線) (Utsunomiya - Nikkō)
- Ligne Ōme (青梅線) (Tachikawa - Okutama)
- Ligne Ryōmō (両毛線) (Oyama - Shin-Maebashi)
- Ligne Sagami (相模線) (Hashimoto - Chigasaki)
- Ligne Saikyō (埼京線) (Ōsaki - Ōmiya)
- Ligne Shōnan-Shinjuku (湘南新宿ライン) (Ōmiya - Shinjuku - Ōfuna)
- Ligne principale Sōbu (総武本線) (Tokyo - Chōshi)
- Ligne Sotobō (外房線) (Chiba - Mobara - Awa-Kamogawa)
- Ligne Takasaki (高崎線) (Ōmiya - Takasaki)
- Ligne Tōgane (東金線) (Narutō - Ōami)
- Ligne principale Tōhoku / Ligne Utsunomiya (東北本線 / 宇都宮線) (Ueno - Kuroiso)
- Ligne principale Tōkaidō (東海道本線) (Tokyo - Yokohama - Atami)
- Ligne Tsurumi (鶴見線) (Tsurumi - Ōgimachi ; Anzen - Ōkawa ; Asano - Umi-Shibaura)
- Ligne Uchibō (内房線) (Soga - Kisarazu - Awa-Kamogawa)
- Ligne Ueno-Tokyo (上野東京ライン) (Ueno - Tokyo)
- Ligne Yamanote (山手線) (Ōsaki - Ōsaki) (boucle intérieure de Tokyo)
- Ligne Yokohama (横浜線) (Higashi-Kanagawa - Hachiōji)
- Ligne Yokosuka (横須賀線) (Tokyo - Kurihama)

### Tokai et Koshin'etsu
Lignes :
- Ligne Agatsuma (吾妻線) (Shibukawa - Ōmae)
- Ligne Echigo (越後線) (Niigata - Kashiwazaki)
- Ligne Hakushin (白新線) (Niigata - Shibata)
- Ligne Iiyama (飯山線) (Toyono - Echigo-Kawaguchi)
- Ligne Jōetsu (上越線) (Takasaki - Miyauchi)
- Ligne Koumi (小海線) (Kobuchizawa - Komoro)
- Ligne Ōito (大糸線) (Matsumoto - Minami-Otari)
- Ligne principale Shin'etsu (信越本線)  (Takasaki - Yokokawa; Shinonoi - Niigata)
- Ligne Shinonoi (篠ノ井線) (Shinonoi - Shiojiri)
- Ligne Yahiko (弥彦線) (Higashi-Sanjō - Yahiko)

### Tōhoku
Lignes :
- Ligne Aterazawa (左沢線) (Kita-Yamagata - Aterazawa)
- Ligne Ban'etsu Est (磐越東線) (Iwaki - Kōriyama)
- Ligne Ban'etsu Ouest (磐越西線) (Kōriyama - Niitsu)
- Ligne Gonō (五能線) (Higashi-Noshiro - Kawabe)
- Ligne Hachinohe (八戸線) (Hachinohe - Kuji)
- Ligne Hanawa (花輪線) (Ōdate - Kōma)
- Ligne Ishinomaki (石巻線) (Kogota - Onagawa)
- Ligne Kamaishi (釜石線) (Hanamaki - Kamaishi)
- Ligne Kesennuma (気仙沼線) (Maeyachi - Yanaizu)
- Ligne Kitakami (北上線) (Kitakami - Yokote)
- Ligne Ōfunato (大船渡線) (Ichinoseki - Kesennuma)
- Ligne Oga (男鹿線) (Oiwake - Oga)
- Ligne Ōminato (大湊線) (Noheji - Ōminato)
- Ligne principale Ōu (奥羽本線) (Fukushima - Aomori)
- Ligne Rikuu Est (陸羽東線) (Kogota - Shinjō)
- Ligne Rikuu Ouest (陸羽西線) (Shinjō - Amarume)
- Ligne Senseki (仙石線) (Aoba-dōri - Ishinomaki)
- Ligne Senzan (仙山線) (Sendai - Uzen-Chitose)
- Ligne Suigun (水郡線) (Mito - Asaka-Nagamori; Kamisugaya - Hitachi-Ōta)
- Ligne Tadami (只見線) (Aizu-Wakamatsu - Koide)
- Ligne Tazawako (田沢湖線) (Morioka - Ōmagari)
- Ligne principale Tōhoku (東北本線) (Kuroiso - Morioka; Iwakiri - Rifu)
- Ligne Tsugaru (津軽線) (Aomori - Mimmaya)
- Ligne principale Uetsu (羽越本線) (Niitsu - Akita)
- Ligne Yamada (山田線) (Morioka - Miyako)
- Ligne Yonesaka (米坂線) (Yonezawa - Sakamachi)

## Liste des trains express

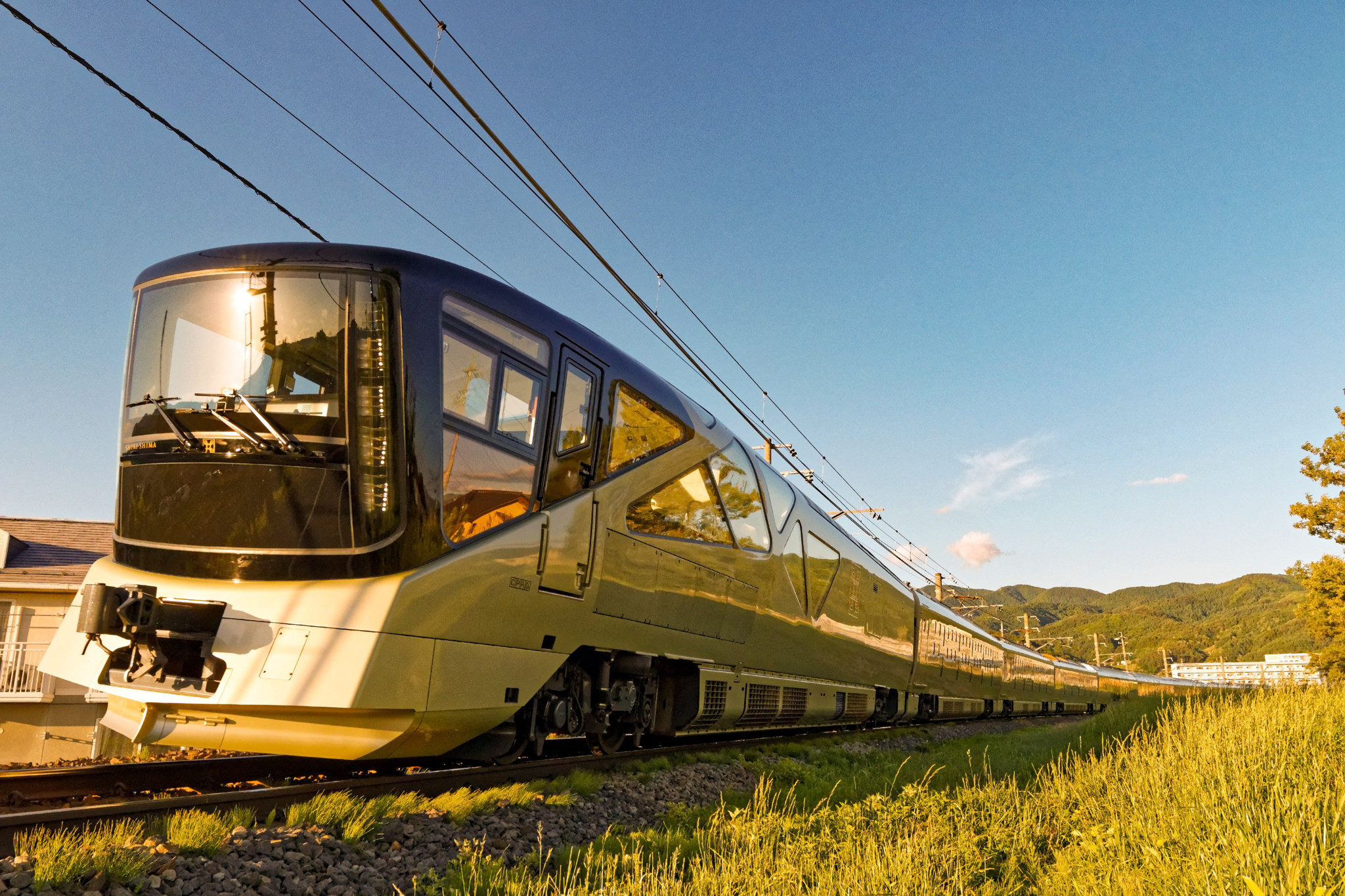
Train Suite Shiki-shima.

| Type            | Nom            | Japonais         | Trajet                                        | Matériel roulant         |
| --------------- | -------------- | ---------------- | --------------------------------------------- | ------------------------ |
| Shinkansen      | Asama          | あさま           | Tokyo - Nagano                                | Série E7                 |
| Shinkansen      | Hakutaka       | はくたか         | Tokyo - Kanazawa                              | Série E7                 |
| Shinkansen      | Hayabusa       | はやぶさ         | Tokyo - Shin-Hakodate-Hokuto                  | Série E5                 |
| Shinkansen      | Hayate         | はやて           | Morioka - Shin-Hakodate-Hokuto                | Série E5                 |
| Shinkansen      | Kagayaki       | かがやき         | Tokyo - Kanazawa                              | Série E7                 |
| Shinkansen      | Komachi        | こまち           | Tokyo - Akita                                 | Série E6                 |
| Shinkansen      | Nasuno         | なすの           | Tokyo - Kōriyama                              | Séries E2, E3, E5 et E6  |
| Shinkansen      | Tanigawa       | たにがわ         | Tokyo - Echigo-Yuzawa - Gala Yuzawa           | Série E7                 |
| Shinkansen      | Toki           | とき             | Tokyo - Niigata                               | Série E7                 |
| Shinkansen      | Tsubasa        | やまびこ         | Tokyo - Yamagata - Shinjō                     | Série E3                 |
| Shinkansen      | Yamabiko       | うずしお         | Tokyo - Morioka                               | Séries E2, E3, E5 et E6  |
| Limited Express | Akagi          | あかぎ           | Ueno - Takasaki                               | E257                     |
| Limited Express | Azusa          | あずさ           | Tokyo - Shinjuku - Matsumoto                  | Série E353               |
| Limited Express | Fuji Excursion | 富士回遊         | Shinjuku - Kawaguchiko                        | Série E353               |
| Limited Express | Hachiōji       | はちおうじ       | Tokyo - Hachiōji                              | Série E353               |
| Limited Express | Hitachi        | ひたち           | Shinagawa - Iwaki - Sendai                    | Série E657               |
| Limited Express | Inaho          | いなほ           | Niigata - Akita                               | Série E653-1000          |
| Limited Express | Kaiji          | あかぎ           | Shinjuku - Kōfu                               | Série 353                |
| Limited Express | Kinugawa       | きぬがわ         | Shinjuku - Kinugawa-onsen                     | Série 253-1000           |
| Limited Express | Kusatsu/Shima  | 草津・四万       | Ueno - Naganohara-Kusatsuguchi                | Série E257               |
| Limited Express | Narita Express | 成田エクスプレス | Ōfuna / Hachiōji - Tokyo - Aéroport de Narita | Série E259               |
| Limited Express | Nikkō          | 日光             | Shinjuku - Tōbu Nikkō                         | Série 253-1000           |
| Limited Express | Odoriko        | 踊り子           | Ikebukuro / Tokyo - Izukyū Shimoda / Shuzenji | Séries E257-2000 et E261 |
| Limited Express | Ōme            | おうめ           | Tokyo - Ōme                                   | Série E353               |
| Limited Express | Sazanami       | さざなみ         | Tokyo - Kimitsu                               | Séries 255 et E257-500   |
| Limited Express | Shirayuki      | しらゆき         | Niigata - Jōetsumyōkō                         | Série E653-1100          |
| Limited Express | Shinshū        | 信州             | Shiojiri - Nagano                             | Série E353               |
| Limited Express | Shiosai        | しおさい         | Tokyo - Chōshi                                | Série E257-500 et E259   |
| Limited Express | Shōnan         | 湘南             | Shinjuku / Tokyo - Odawara                    | Série E257-2500          |
| Limited Express | Tokiwa         | ときわ           | Shinagawa - Katsuta - Takahagi                | Série E657               |
| Limited Express | Tsugaru        | つがる           | Akita - Aomori                                | Série E751               |
| Limited Express | Wakashio       | わかしお         | Tokyo - Awa-Kamogawa                          | Séries 255 et E257-500   |

## Divers
- The Railway Museum, le musée ferroviaire de la compagnie
- JEF United Ichihara Chiba, J-League (cocommandite)
- Dépôt de Kamakura